# Esperança Nova
Esperança Nova is een gemeente in de Braziliaanse deelstaat Paraná. De gemeente telt 1.836 inwoners (schatting 2009).